# Allitoria
Allitoria là một chi bướm đêm thuộc họ Noctuidae.